# Can thiệp của Hoa Kỳ và đồng minh trong nội chiến Syria
Cuộc không kích của Mỹ tại Syria năm 2014 là một cuộc tấn công bằng không quân của lực lượng quân đội Hoa Kỳ và một số quốc gia Ả Rập vào Nhà nước Hồi giáo (IS) tại miền bắc Syria vào ngày 22 tháng 9 năm 2014

## Diễn biến
Quá trình can thiệp của Mỹ và đồng minh ở Syria bị Cựu Phó Giám đốc CIA Michael Morell, cựu Thứ trưởng Quốc phòng Mỹ phụ trách tình báo Michael Vickers và cựu Đại sứ Mỹ tại Syria Robert Ford chỉ trích là kém kiệu quả do thứ nhất riêng hỏa lực từ phi cơ thì không đủ để đánh bại IS. Thứ hai, không có lực lượng lục quân bản địa ở Iraq và Syria đủ sức giải phóng và chiếm giữ lãnh thổ. Các quan chức Mỹ cũng thừa nhận cuộc chiến tuyên truyền của họ không hiệu quả lắm.
Đã có ít nhất 70 tay súng IS bị tiêu diệt, lãnh đạo Abu Yousef al-Turki, biệt danh "Người Thổ", có thể đã chết. Và có thể cuộc không kích này cũng đã giết chết lãnh đạo của Mặt trận Al Nusra, một tổ chức Hồi giáo cực đoan có liên hệ với Al Qaeda khác ở Syria. Có khoảng 300 người bị thương. Chính phủ Mỹ đã chính thức công bố kết luận điều tra của Bộ Chỉ huy Trung ương (Centcom) liên quan đến thương vong dân sự trong các chiến dịch không kích của Mỹ nhằm vào tổ chức Nhà nước Hồi giáo tự xưng (IS) ở Syria và Iraq từ tháng 4 đến tháng 7 năm 2015 khiến 12 dân thường thiệt mạng. Theo ông Latif Habib - nhà phân tích của Airways – đã có đến hơn 1.000 nạn nhân vô tội bị giết hại trong các cuộc không kích của liên quân do Mỹ dẫn đầu trên lãnh thổ Iraq và Syria trong suốt 18 tháng không kích. Báo cáo chính thức xác nhận tổng cộng 352 vụ việc liên quan đến các thương vong dân sự khiến từ 1.004 cho đến 1.419 dân thường thiệt mạng. Đặc biệt, chỉ tính riêng trong tháng 2 năm 2015, đã có tổng cộng 144 thường dân thiệt mạng trong các cuộc không kích của liên quân>.
Quá trình hỗ trợ về đào tạo và huấn luyện lực lượng đối lập Syria cũng gặp phải nhiều chỉ trích khi tốn nhiều tiền, hiệu quả chiến đấu của những người được hỗ trợ thấp, thậm chí một số còn đảo ngũ sang gia nhập các nhóm khủng bố. Vũ khí Mỹ viện trợ theo nhiều cách khác nhau đã rơi vào tay các nhóm khủng bố, đặc biệt là Nhà nước Hồi giáo (IS). Mỹ cũng từng thảm nhầm vũ khí cho IS trong khi đáng lẽ ra số vũ khí đó phải được thả cho các nhóm nổi dậy.
Ngày 11-1-2019, Đại tá Sean Ryan, người phát ngôn của liên minh chiến đấu chống Nhà nước Hồi giáo cho hãng tin AP, cho biết liên minh quân sự do Mỹ dẫn đầu ở chiến trường Syria đã bắt đầu tiến trình rút quân. Thời gian và diễn biến cụ thể hơn không được tiết lộ.
Tổ chức "Quan sát Nhân quyền của người Syria", vốn giám sát cuộc xung đột ở Syria trên thực địa thời gian qua, xác nhận việc rút quân đã bắt đầu vào tối 10-1, với động thái một đoàn xe gồm 10 chiếc thiết xa, cộng với một số xe tải đã rời khỏi thị trấn Rmeilan tiến vào lãnh thổ Iraq.
Có 2.000 binh sỹ Mỹ đóng quân ở Syria. Quyết định rút quân đột ngột của Tổng thống Mỹ đưa ra hồi tháng 12-2018 đã gây sốc tại khu vực này và khiến Bộ trưởng Quốc phòng Mỹ cùng phái viên của Mỹ tại Liên minh chống Nhà nước Hồi giáo quyết định từ chức. Quyết định của ông Trump cũng làm dấy lên chỉ trích rằng Mỹ đã bỏ rơi đồng minh người Kurd trong khi những mối đe dọa tấn công từ Thổ Nhĩ Kỳ vẫn hiện hữu.

## Lực lượng

### Mỹ
Đây là lần đầu tiên Mỹ sử dụng các máy bay chiến đấu tàng hình hiện đại F-22 Raptor trong một cuộc chiến thật.
Chiến dịch bắt đầu với một loạt tên lửa Tomahawk được bắn vào lãnh thổ Syria từ biển, sau đó là các máy bay đánh bom và máy bay chiến đấu tấn công.

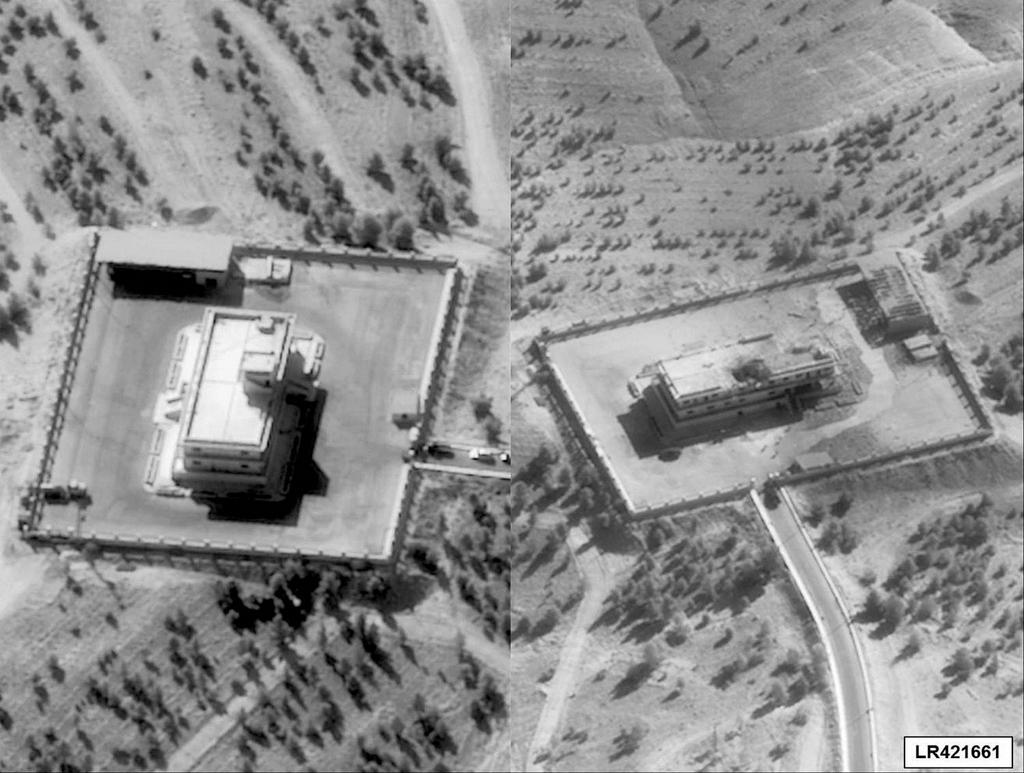
Hình ảnh trung tâm huấn luyện của IS trước và sau khi bị máy bay F-22 của Mỹ đánh sập vào ngày 23 tháng 9 năm 2014

### Đồng minh của Mỹ
Các nước đồng minh hỗ trợ Mỹ trong cuộc không kích gồm
Bahrain, Jordan, Ả rập Xê út, Qatar, Các Tiểu vương quốc Ả Rập Thống nhất, Anh, Đức, Canada, Đan Mạch, Hà Lan, Úc, Ma rốc và Pháp. Tuy nhiên, Canada đã ngừng hỗ trợ Mỹ vào ngày 09 tháng 2 năm 2016
5 quốc gia Ảrập đã tham gia hoặc hỗ trợ cho các đợt tấn công từ biển được thực hiện bởi các tàu chiến của Mỹ đang hoạt động ở biển Đỏ và vùng Vịnh. 47 tên lửa Tomahawk đã được phóng. Nhiều đợt máy bay chiến đấu, máy bay ném bom và máy bay không người lái thực hiện các cuộc tấn công từ trên cao.

## Giải trình của Mỹ tại Liên hiệp quốc
Theo điều 51, của Hội đồng bảo an gồm 15 nước phải được thông báo ngay lập tức về bất cứ hành động nào của một quốc gia phòng vệ trước một cuộc tấn công vũ trang.

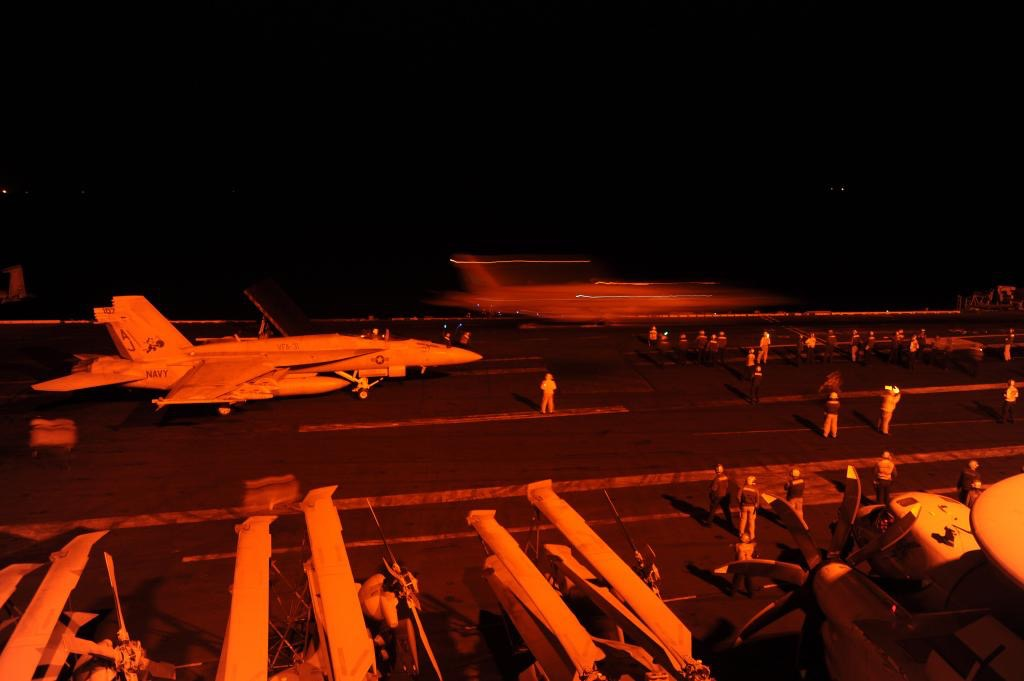
Chiến đấu cơ FA-18 của Mỹ xuất phát từ tàu sân bay USS George H.W. Bush để tiến hành không kích IS tại Syria vào ngày 23 tháng 9

Đại sứ Mỹ tại Liên Hợp Quốc đã gửi một lá thư giải trình trước Liên Hợp Quốc cho Tổng thư ký Liên Hợp Quốc, ông Ban Ki Moon như sau:
"Chính quyền Syria đã cho thấy họ không thể và sẽ không đối mặt với những hang ổ của bọn khủng bố một cách hiệu quả."
Bà đại sứ Samantha Power cho rằng các cuộc không kích là cần thiết để loại bỏ mối đe dọa với Iraq, Mỹ và các nước đồng minh
"Các quốc gia phải được quyền tự vệ trong trường hợp đang diễn ra, chính quyền của quốc gia bị đe dọa không sẵn sàng hoặc không thể ngăn cản các cuộc tấn công. Vì lẽ đó, Mỹ đã tiến hành các hoạt động quân sự cần thiết và thích đáng để loại bỏ mối đe dọa với Iraq"

## Phản ứng

### Ủng hộ

#### Tổng thư ký Liên Hợp Quốc
Tổng thư ký Liên Hợp Quốc, ông Ban Ki Moon cho rằng: 
"IS là một mối đe dọa lớn với hòa bình và an ninh trong khu vực và trên thế giới. Tôi biết các cuộc không kích hôm nay được tiến hành không phải bởi yêu cầu trực tiếp từ chính quyền Syria, nhưng tôi muốn nhắc rằng chính phủ Syria đã được thông báo trước. Tôi cũng muốn nhắc rằng các cuộc không kích diễn ra ở khu vực không còn trong sự kiểm soát thực tế của chính phủ Syria. Cộng đồng quốc tế nhìn chung đều thừa nhận những nhóm cực đoan này là mối đe dọa nghiêm trọng với hòa bình và an ninh quốc tế".

#### Iraq
Ngày 19 tháng 9, Iraq đã thông báo với Hội đồng bảo an trong một lá thư rằng họ yêu cầu Mỹ đứng đầu các nỗ lực tấn công IS vì việc IS có nhiều căn cứ ở Syria đã khiến Iraq "không thể tự vệ hiệu quả".

### Trung lập

#### Pháp
Thủ tướng Pháp Manuel Valls phát biểu trên đài phát thanh nước này rằng, Pháp sẽ không thảo luận, không thương lượng với các nhóm khủng bố nhưng đồng thời nhấn mạnh Paris sẽ không tham gia không kích cùng Mỹ. Tuy nhiên đến ngày 27 tháng 9 năm 2015, Pháp đã bắt đầu không kích IS

#### Syria
Bộ Ngoại giao Syria tuyên bố, vài giờ trước cuộc không kích, chính phủ nước này nhận được thư của Ngoại trưởng Mỹ từ tay Ngoại trưởng Iraq, trong đó thông báo Mỹ và các nước đồng minh đã lên kế hoạch tấn công IS ở Syria. Đồng thời nước này không có bất cứ đông thái và bình luận thêm gì về vụ việc
Ngoại trưởng Syria, Walid Muallem cũng đã lên tiếng chỉ trích sự đối đầu chính trị gần đây giữa Ả-Rập Saudi và Iran do cho rằng, nó sẽ ngăn cản sự thành công của tiến trình giải quyết xung đột tại Syria.

### Phản đối

#### Nga
Nga lên tiếng phản đối cuộc tấn công từ trên không này. Bộ Ngoại giao Nga đồng thời chỉ trích việc Mỹ không kích các vị trí của IS tại Syria, vì cho rằng hành động này cần được Damascus đồng ý và có thể sẽ châm ngòi căng thẳng trong khu vực.

#### Iran
Iran đã chỉ trích chiến dịch của Hoa Kì. Theo Tổng thống Iran Hassan Rouhani, Mĩ không có cơ sở pháp lí khi hành động không thông qua sự ủy nhiệm từ Liên Hợp Quốc hay đề nghị của chính quyền Syria. Mĩ và đồng minh đã bất chấp quy định hiến chương Liên Hợp Quốc vì những lợi thế về quân sự rõ rệt.
Và ông cảnh báo Mĩ không lặp lại "thất bại như ở Iraq khi tiến hành những vụ tấn công quân sự mù quáng".
Mỹ
Joe Biden